# Saint-Ciers-d'Abzac
Saint-Ciers-d'Abzac é uma comuna francesa na região administrativa da Nova Aquitânia, no departamento da Gironda. Estende-se por uma área de 11,68 km². Em 2010 a comuna tinha 1 487 habitantes (densidade: 127,3 hab./km²).